# Absonus caracasensis
Espèce
Absonus caracasensis est une espèce d'opilions laniatores de la famille des Zalmoxidae.

## Distribution
Cette espèce est endémique de l'État de Miranda au Venezuela. Elle se rencontre vers Sucre. 

## Description
Le mâle holotype mesure 3,60 mm et la femelle paratype 3,61 mm

## Systématique et taxinomie
Cette espèce a été décrite par González-Sponga en 1987.

## Étymologie
Son nom d'espèce, composé de caracas et du suffixe latin -ensis, « qui vit dans, qui habite », lui a été donné en référence au lieu de sa découverte, Caracas.

## Publication originale
- González-Sponga, 1987 : « Aracnidos de Venezuela. Opiliones Laniatores I. Familias Phalangodidae y Agoristenidae. » Boletin de la Academia de Ciencias Fisicas, Matematicas y Naturales, vol. 23, p. 1–562.